# Socket 478

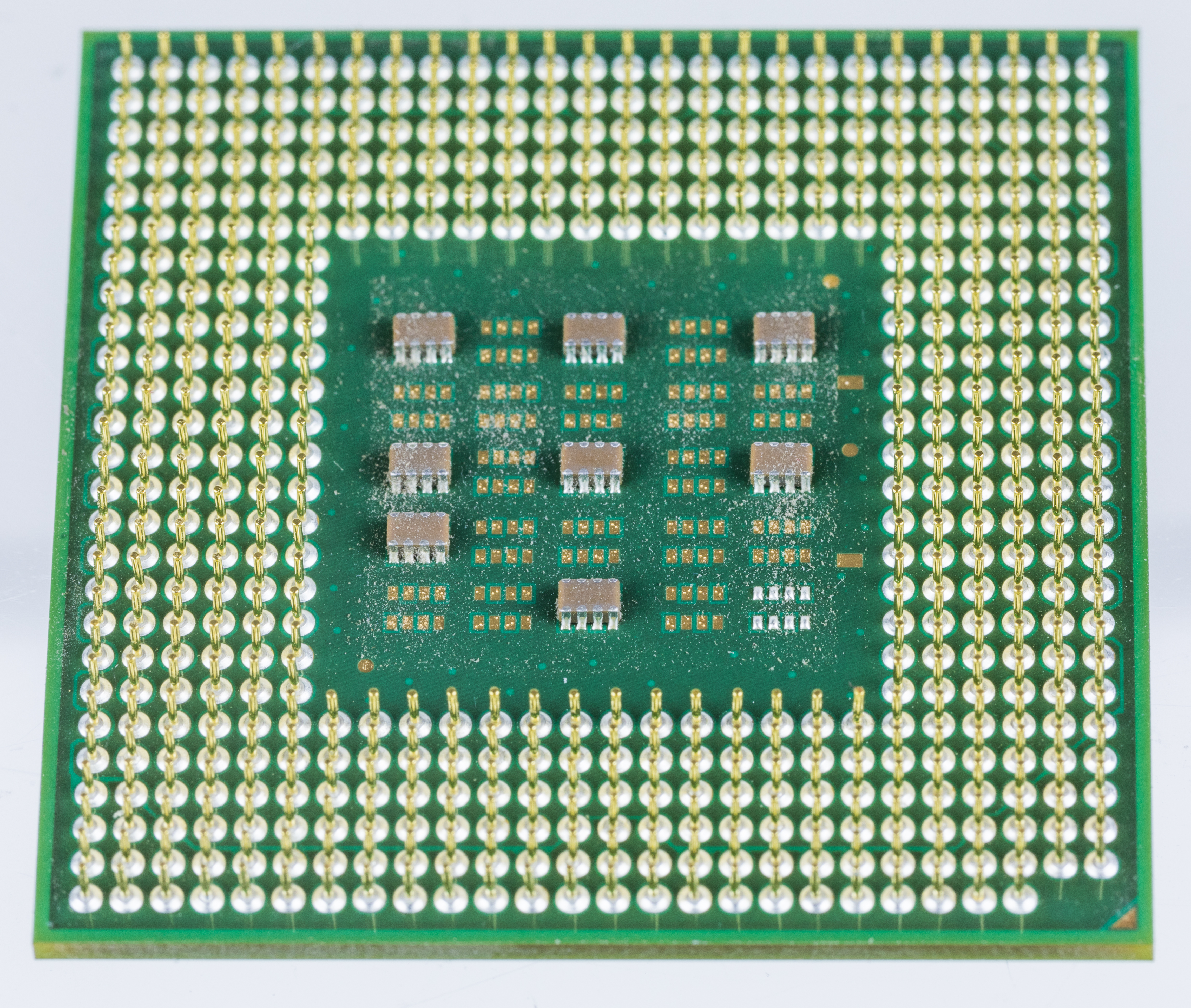
Pentium 4 Willamette con Socket 478 (2001), parte inferior con pines.

El Socket 478 (también conocido como mPGA478, mPGA478B) es un zócalo de CPU de 478 contactos que se ha utilizado para algunos Pentium 4 y Celeron.
Socket 478 se lanzó con el núcleo Northwood para competir con el AMD Socket A de 462 pines y sus procesadores Athlon XP. Socket 478 estaba destinado a ser el reemplazo del Socket 423, un zócalo de procesador basado en Willamette que estuvo en el mercado por solo un corto tiempo. Socket 478 fue eliminado con el lanzamiento de LGA 775. 

## Especificaciones técnicas
Socket 478 se utilizó para todos los procesadores Northwood Pentium 4 y Celeron. Soportó el primer procesador Prescott Pentium 4 y todos los Celeron Willamette, junto con varios de Pentium 4 Willamette. Socket 478 también soportó los nuevos procesadores Celeron D basados en Prescott y los primeros procesadores Pentium 4 Extreme Edition con 2 MiB de Caché de CPU L3. 
Los procesadores Celeron D estaban también disponibles en formato Socket 478 siendo los últimos para dicho zócalo.
Mientras que las CPUs móviles Intel están disponibles en paquetes de 478 pines, que de hecho, sólo operan en un intervalo de ligeramente diferentes tomas de corriente, Socket 479, Socket M, y Socket P, cada una incompatible con los otros dos.

## Límites de carga mecánicos
Todos los zócalos para Pentium 4 y Celeron tienen los siguientes límites de carga máxima mecánicos que no deben superarse durante el montaje del disipador de calor, condiciones de transporte, o el uso estándar. Carga por encima de estos límites se agrietará el chip del procesador y haciéndolo inservible.
| Ubicación   | Dinámica       | Estática       | Transitorio    |
| ----------- | -------------- | -------------- | -------------- |
| IHS Surface | 890 N(200 lbf) | 445 N(100 lbf) | 667 N(150 lbf) |